# Manifestacja Jedności Rzeczypospolitej Obojga Narodów w Horodle w 1861 roku

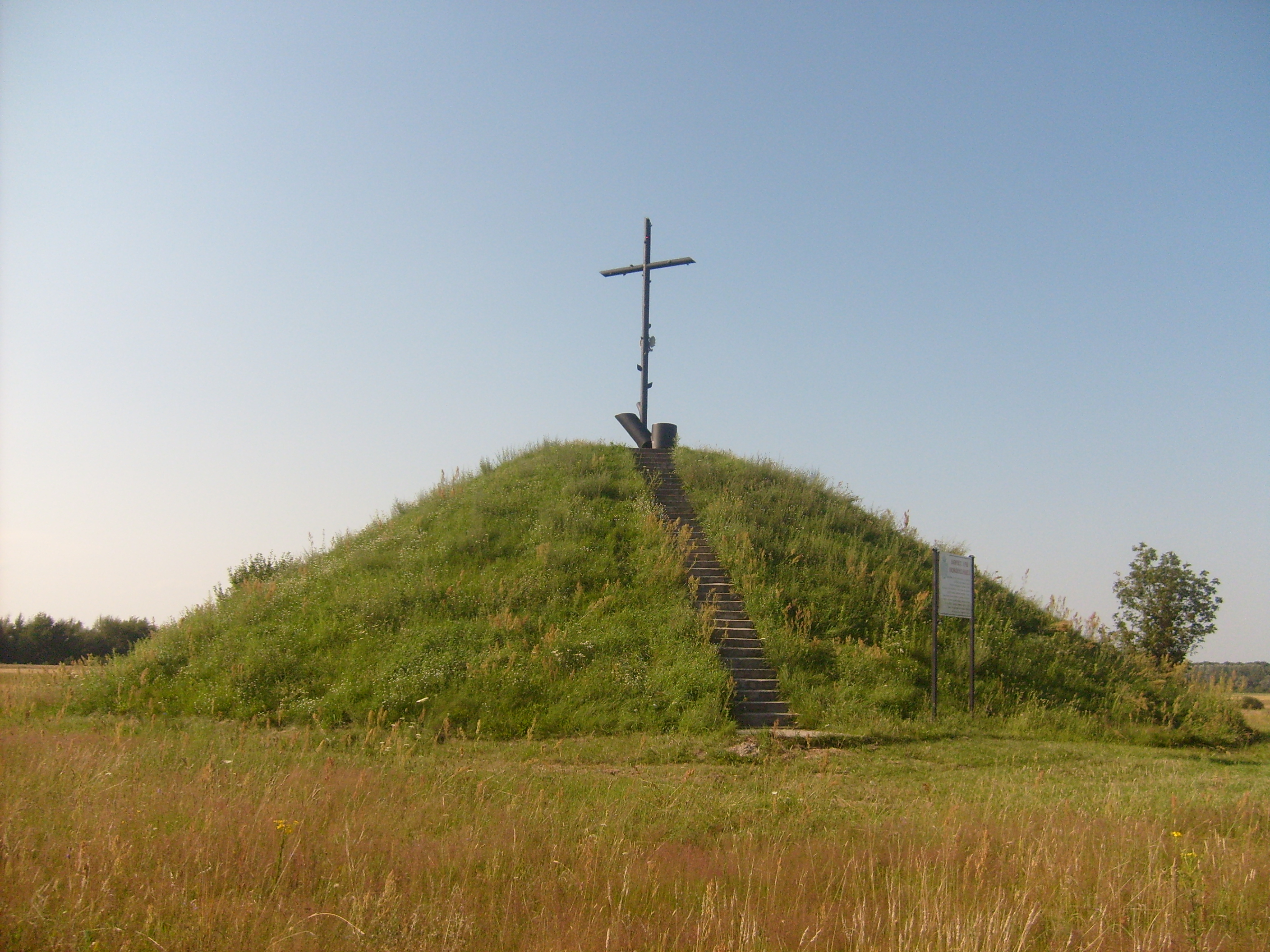
Kopiec Unii Horodelskiej w Horodle

Manifestacja (Zjazd) Jedności Rzeczypospolitej Obojga Narodów w Horodle – w dniu 10 października 1861 r. na fali ówczesnych nastrojów politycznych w Królestwie Polskim, pod Horodłem odbyła się ogromna jak na owe czasy 10 tys. manifestacja ludności rozmaitych stanów i wyznań, przybyłej tu z różnych części Rzeczypospolitej, dla uczczenia 448 rocznicy Unii Horodelskiej. 

## Inicjatywa
Organizatorzy zjazdu horodelskiego starali się wykorzystać rocznicę unii z 1413 roku do podkreślenia dobrowolnego połączenia Narodów pod berłem polskim Władysława Jagiełły. Nawiązano więc do idei pokojowej unii dwu narodów, zastępującej podboje i zwycięstwa silniejszych nad słabszymi. Uwydatniano elementy otwartości polskiej. Same uroczystości poprzedziła specjalna odezwa „Do Braci Polaków, Rusinów i Litwinów”, pióra Apollona Korzeniowskiego. Inspiracją była praca Jadwiga i Jagiełło autorstwa Karola Szajnochy z 1855.

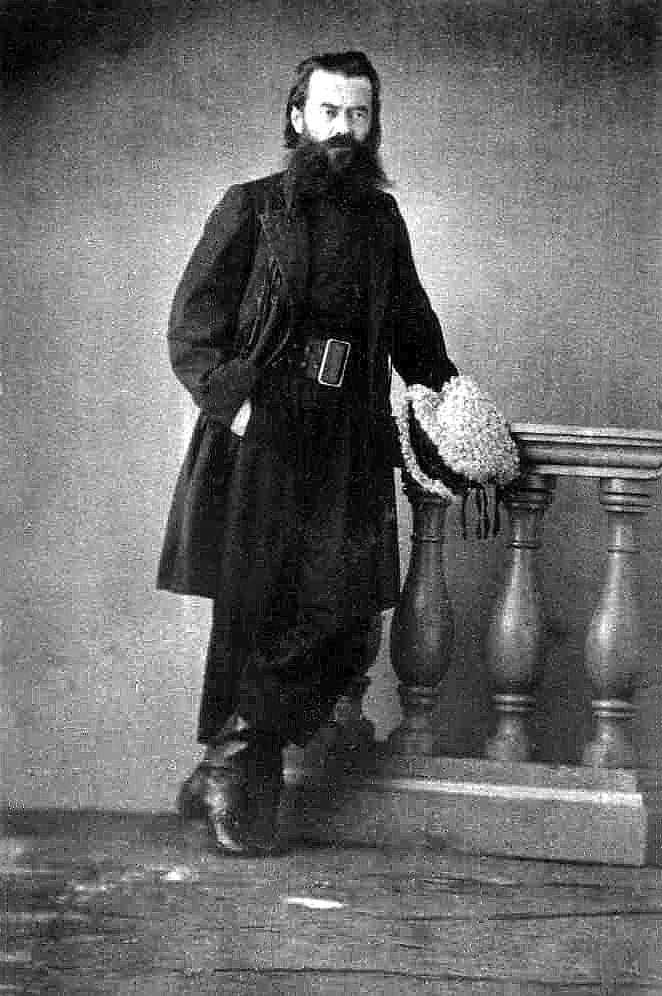
Apollo Korzeniowski

Krążyła ona po całym Królestwie Polskim i na ziemiach zabranych w licznych odpisach, a wzywała do uroczystego uświęcenia tej rocznicy, będącego obowiązkiem każdego w imię narodowej przeszłości i przyszłości:
Bracia Polacy, Litwini i Rusini! Ważną, niegdyś uroczystość stanowił obchód rocznicy unii Litwy z Polską, ustanowiony przez króla Zygmunta Augusta II. Akt Unii sam przez się, był tylko formalnością i niejako stwierdzeniem rzeczywistego i dobrowolnego połączenia się dwóch narodów pod berłem króla Władysława Jagiełły. Dziwnem i niezwykłem w historyi zdarzeniem, wzajemne sympatye i idea wolności, zastąpiły tu miejsce gwałtu i zwycięstw. (...)
Wzywamy trzy Narody połączone, aby tem sercem przyjęły odezwę naszą, jakiem ich przodkowie przyjęli wezwanie na zjazd Horodelski tuszymy sobie, że głos nasz w każdym miłującym Ojczyznę znajdzie przychylne uznanie.
Wezwanie skierowano do duchowieństwa katolickiego łacińskiego i greckiego, towarzystw naukowych i literackich, różnych spółek przemysłowych, dziennikarzy, korporacji żydowskich i wszelkich obywateli ziem dawnej, przedrozbiorowej Rzeczypospolitej.

## Dzień demonstracji

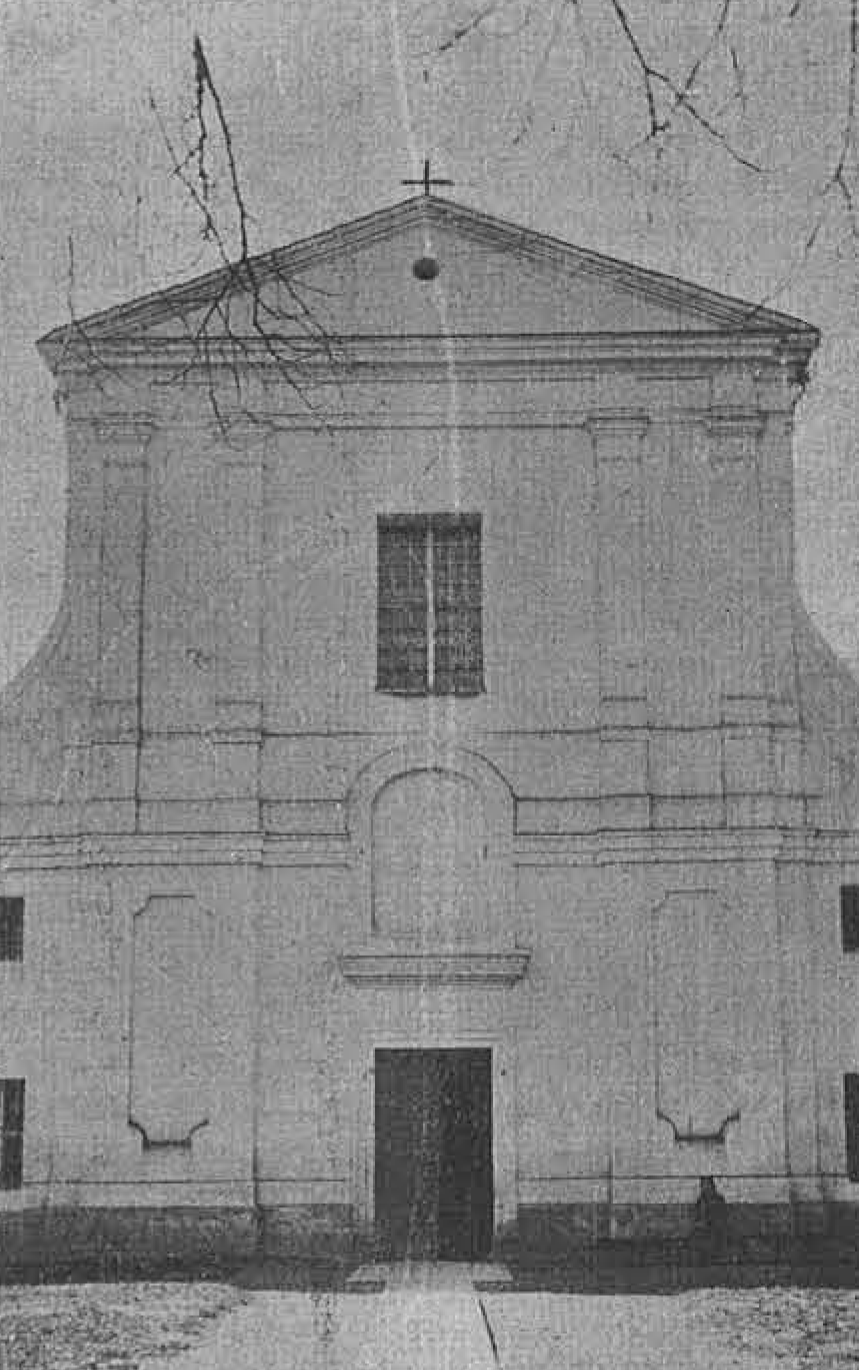
Kościół OO. Kapucynów w Uściługu

### Na lewym brzegu Bugu
Od samego rana do Horodła zaczęły zbliżać się procesje złożone z kilku tysięcy osób. Niesiono krzyże, chorągwie i obrazy święte. Na czele grup pielgrzymujących szli duchowni łacińscy i uniccy, śpiewano pieśni religijne i patriotyczne. Władze carskie nie wpuściły manifestantów do Horodła, nie przeszkodziło im to jednak zebrać się na polach poza Horodłem. W manifestacji brali udział duchowni obrządku rzymskiego i unickiego. 
Na zakończenie uroczystości horodelskich podpisano specjalny dokument przygotowany przez literata Brzozowskiego, ucznia szkoły sztuk pięknych Szachowskiego, ucznia gimnazjum realnego w Warszawie Sikorskiego i Gregorowicza. Stwierdzono w nim:
My niżej podpisani, deputowani z ziem i powiatów Polski w granicach przedrozbiorowych, zebrawszy się w Horodle dnia 10 października 1861 roku w 448 rocznicę Unii Litwy z Koroną, tym aktem objawiwszy i własnoręcznymi podpisami stwierdzamy, że Unia, która wszystkie ziemie polskie zjednoczyła, dziś się odnawia na zasadzie uznania praw wszystkim ludom, stanom i wyznaniom służących, i że ona czyni jeszcze ściślejszym związek mający na celu wyzwolenie ojczyzny i ustalenie jej zupełnej niepodległości. Prawa nasze polecamy sumieniom narodów i oddajemy pod sąd rządów konstytucyjnych.
Rezolucja podpisana przez przedstawicieli wszystkich ziem dawnej Rzeczypospolitej i około 8000 osób, a przesłana do Paryża, Rzymu, Londynu i Genui, nadała manifestacji horodelskiej międzynarodowy rozgłos. Uroczystość na polach horodelskich przekroczyła najśmielsze oczekiwania jej organizatorów. Miała charakter ogólnonarodowy, skupiła przedstawicieli ziem całej Rzeczypospolitej przedrozbiorowej, reprezentantów wszystkich klas i grup społecznych. Obok chłopów i mieszczan szli w procesji ziemianie; żydzi, unici i katolicy śpiewali razem pieśni patriotyczne, a duchowieństwo łacińskie i greckie odprawiało wspólne nabożeństwa. Takiego zespolenia narodowego nie było przed, a tym bardziej po wydarzeniach horodelskich. W czasie ich trwania dokonało się pewnego rodzaju zbratanie narodowe.

### Na prawym brzegu Bugu
Kompania zdążająca do Horodła z terenów zabużańskich (ziem zabranych) została zatrzymana przez Rosjan na przeprawie rzecznej. W tych okolicznościach jej uczestnicy wrócili do Uściługu i w tamtejszej kaplicy cmentarnej wysłuchali nabożeństwa i spisali prostestację.
Protestacya! Spisana na granicy Horodła nad Bugiem w województwie lubelskiem, w ziemi chełmiskiej, dnia 10 października 1861 roku.
Ziemie składające Polskę, Ruś i Litwę w czasie zjazdu horodelskiego w 1413 roku, który nierozerwalnymi węzłami w jedną całość zespolił, a mianowicie:
Księstwa, województwa: poznańskie, kaliskie, sieradzkie, ziemia dobrzyńska; województwa: chełmińskie, malborskie, pomorskie, pruskie, krakowskie, ziemia oświęcimska i zatorska; województwa: sandomierskie i kujawskie, ruskie, księstwo siewierskie; ziemia żydaczowska, przemyska, halicka, chełmska; województwa: wołyńskie, lubelskie, bełzkie, podlaskie, bracławskie, czernihowskie, wileńskie, trockie, księstwo smoleńskie, nowogrodzkie, połockie, witebskie; województwa: brzeskolitewskie, mścisławskie, mińskie, inflanckie i księstwo kurlandzkie
będąc dziś wezwane przez swych delegatów, zebrały się w osobach reprezentantów wszystkich duchownych korporacyi, różnych uczonych towarzystw, uniwersytetów i innych wyższych naukowych zakładów, redakcyi polskich i ruskich dzienników, wszelkich istniejących cechów i zorganizowanych stowarzyszeń, wraz z kilku tysiącami ludu wszystkich wyznań i w uroczystej procesyi pod znakiem Chrystusa Zbawiciela i innemi odpowiedniemi religijnemi godłami, wyruszyli w kierunku do Horodła, by w 448-mą rocznicę połączenia się swego, złożyć Bogu wszechmogącemu dziękczynne modły, że nas wszystkich w niezmiernej miłości i braterstwie zachować raczył, pomimo zgubnych wpływów nieprzyjaznych nam państw rozbiorowych, i aby do stóp Jego ołtarzy błagać o powszechne odrodzenie się nasze. (...)

## Skutki i komentarze

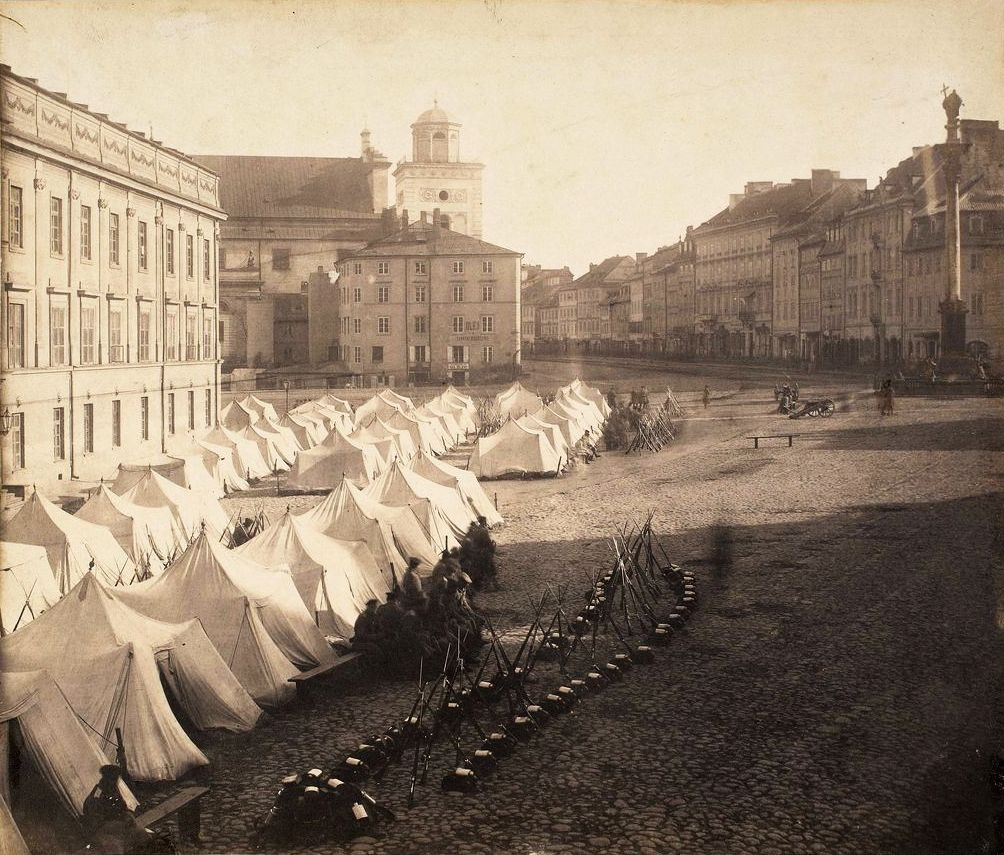
Biwak armii rosyjskiej w czasie stanu wojennego w Warszawie 1861

„Zjazd horodelski – napisał Nikołaj Berg – jaskrawiej niż wszystkie protesty (…) dobitniej, niż co bądź innego miał przypomnieć i uzmysłowić Polakom, że sprawa ich niezamknięta jest wyłącznie w granicach Królestwa Kongresowego, lecz rozciąga się na daleko szersze obszary”. Była ona największą, ale i ostatnią manifestacją religijno-patriotyczną przed powstaniem styczniowym. W cztery dni później wprowadzono na terenie całego Królestwa Polskiego stan wojenny.
Na pamiątkę tych wydarzeń usypano kopiec i ustawiono drewniany krzyż. Po uroczystościach jednak na polecenie władz carskich kopiec został zniszczony. W 1924 r. odnowiono go i podwyższono do 11 m. oraz ustawiono na nim metalowy krzyż. Ma on wygląd ściętego pnia drzewa z którego wyrasta nowa odrośl w postaci krzyża – jest to symbol odrodzonej Polski.